# Rezerwat przyrody Diabelskie Pustacie
Rezerwat przyrody „Diabelskie Pustacie” – florystyczny rezerwat przyrody, o powierzchni 932,53 ha, utworzony 26 listopada 2008, w województwie zachodniopomorskim, w powiecie szczecineckim, w gminie Borne Sulinowo, 2 km na północ od Kłomina, 8 km na południe-południowy wschód od Bornego Sulinowa i 18 km na północny zachód od Jastrowia.
Rezerwat znajduje się na terenie tzw. Wrzosowisk Kłomińskich – największych w Polsce i jednych z największych wrzosowisk w Europie, położonych na terenie dawnego poligonu wojskowego.
Celem ochrony jest zachowanie układów biocenotycznych i krajobrazu dwóch szlaków sandrowych (młodszego szlaku sandrowego i szlaku Plitnicy) oraz leżących w ich obrębie obniżeń wytopiskowych i wzgórz o charakterze ostańców erozyjnych.
Rezerwat leży w granicach obszaru siedliskowego sieci Natura 2000 „Diabelskie Pustacie” PLH320048. Znajduje się na terenie nadleśnictw Borne Sulinowo i Czarnobór. Na mocy obowiązującego planu ochrony ustanowionego w 2013 roku (z późniejszymi zmianami), obszar rezerwatu objęty jest ochroną czynną.

## Turystyka
Przez teren rezerwatu przebiega  żółty szlak turystyczny, a ponadto urządzono tu dwie ścieżki edukacyjne: „Pętlę biedronki” o długości 9,15 km i „Pętlę pszczoły” o długości 5,35 km; można się po nich poruszać pieszo, rowerem, a zimą także na nartach. Na najwyższym na terenie rezerwatu wzniesieniu (175 m n.p.m.) zlokalizowano drewnianą wieżę widokową. W jej pobliżu znajduje się miejsce postojowe dla pojazdów, wyznaczone przy przecinającej obszar rezerwatu drodze, która nie wchodzi w skład rezerwatu.